# Моболаде Аджомале
Моболаде Аджомале (англ. Mobolade Ajomale, нар. 31 серпня 1995) — канадський спринтер, бронзовий призер Олімпійських ігор 2016 року.

## Виступи на Олімпіадах
| Олімпіада           | Дисципліна            | Місце |
| ------------------- | --------------------- | ----- |
| Ріо-де-Жанейро 2016 | естафета 4×100 метрів | 3     |

## Зовнішні посилання
- Моболаде Аджомале Профіль у IAAF (англ.)
- Моболаде Аджомале — олімпійська статистика на сайті Sports-Reference.com (англ.) (архівна версія)

1. ↑  World Athletics database